# クリケットバット

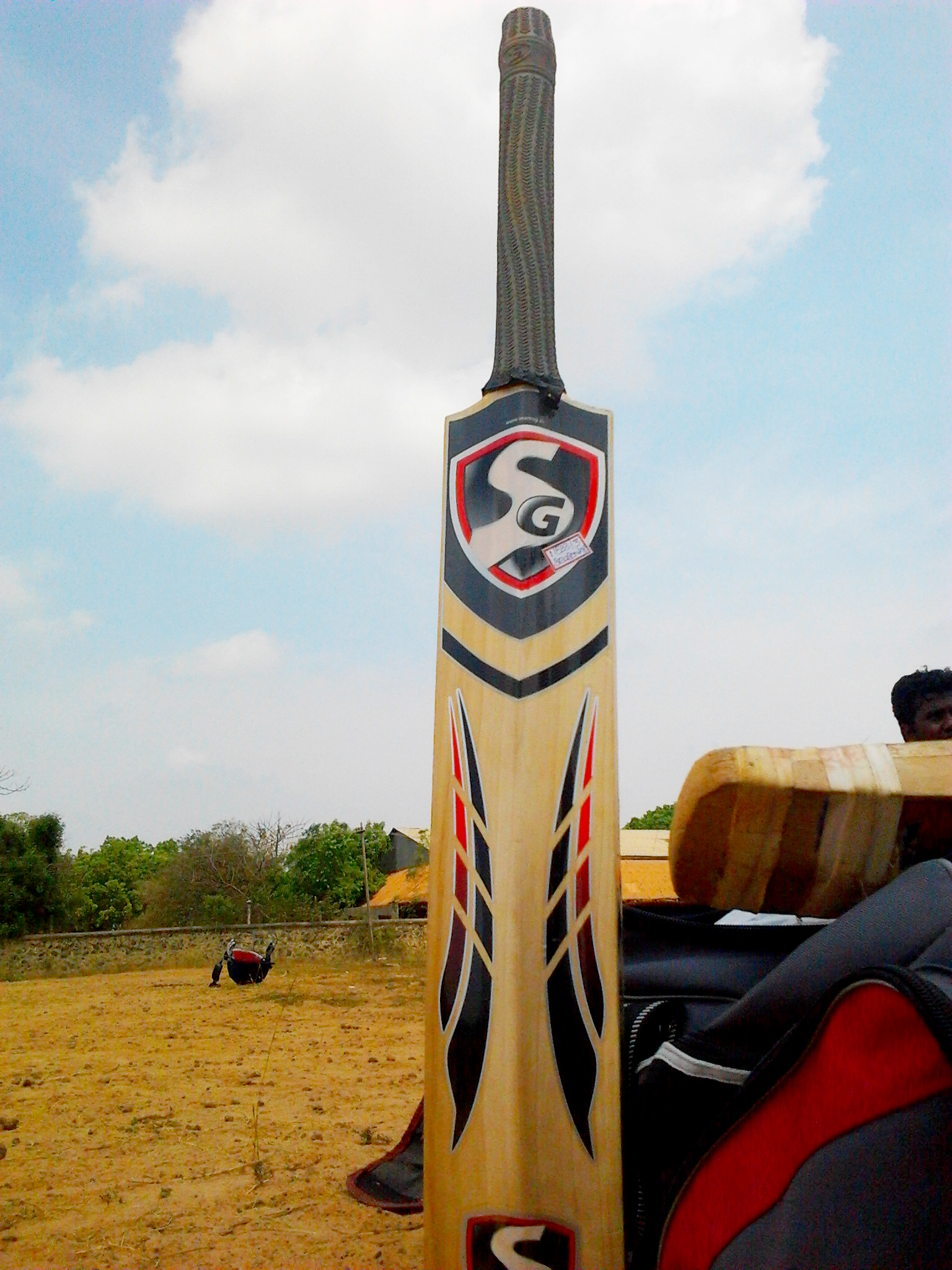
クリケットバット

クリケットバット（英: cricket bat）とは、クリケットで投球を打つために用いられる用具である。

## 概要
フラットなフロントの柳の木の刃に取り付けられた杖のハンドルで構成されている。クリケットの競技規則によって、バットの長さは38インチ（965 mm）以下、幅は4.25インチ（108 mm）以下にする必要がある。その使用が最初に言及されたのは1624年である。

## 画像

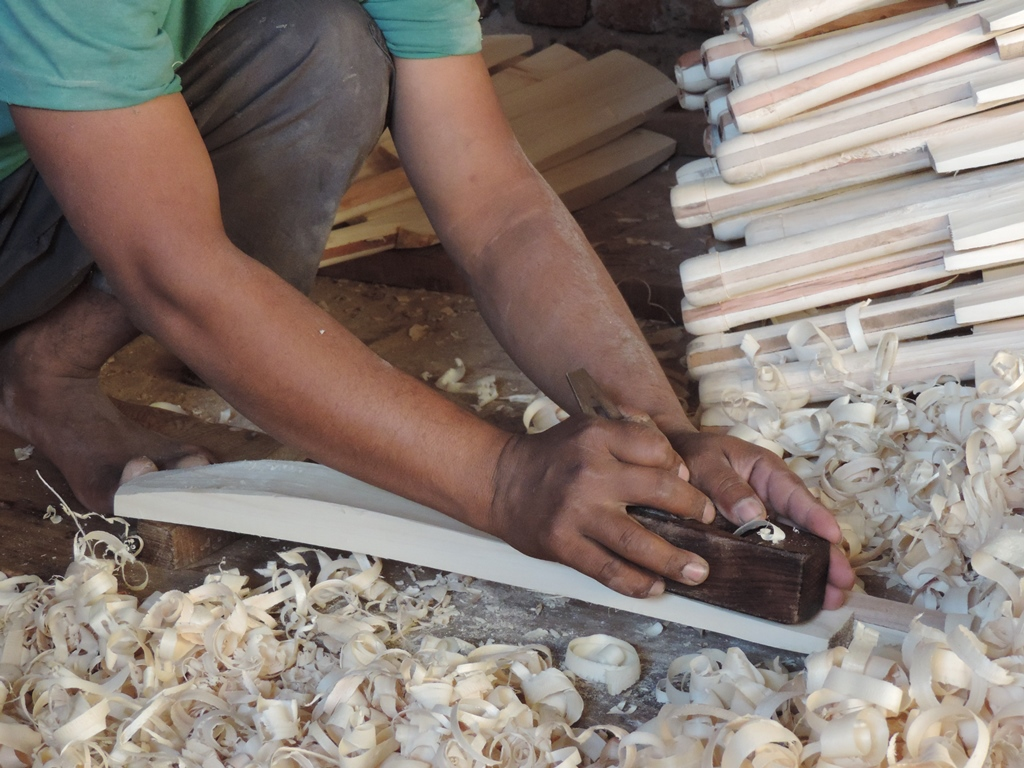
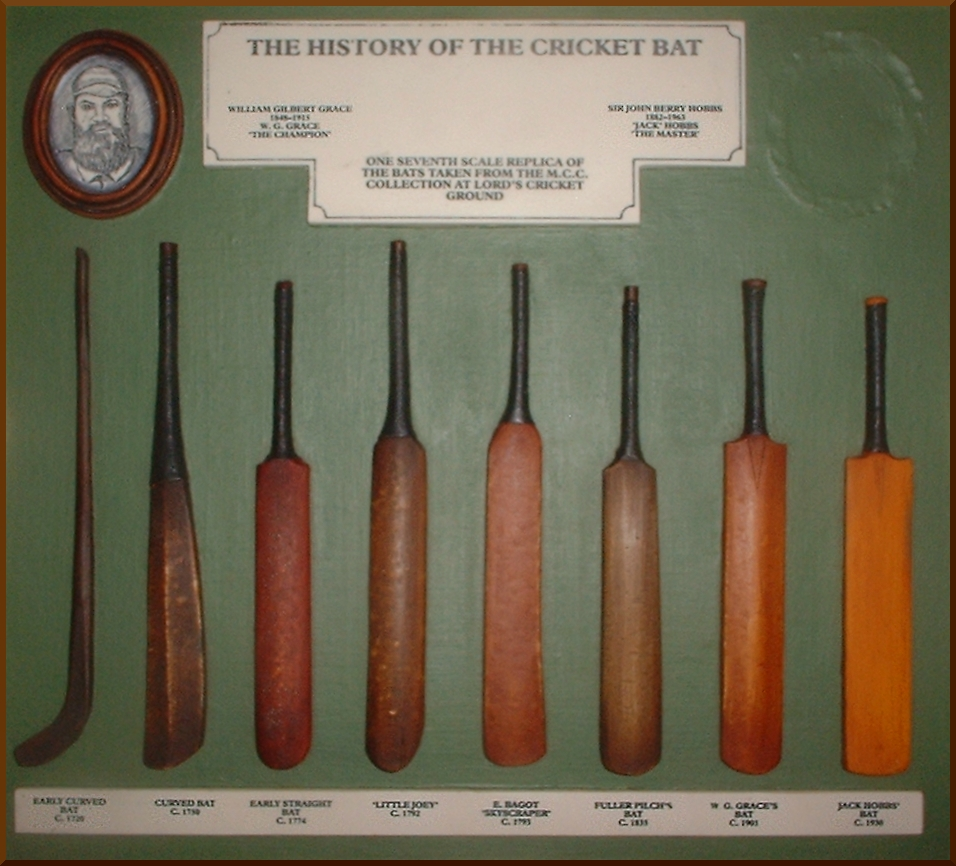
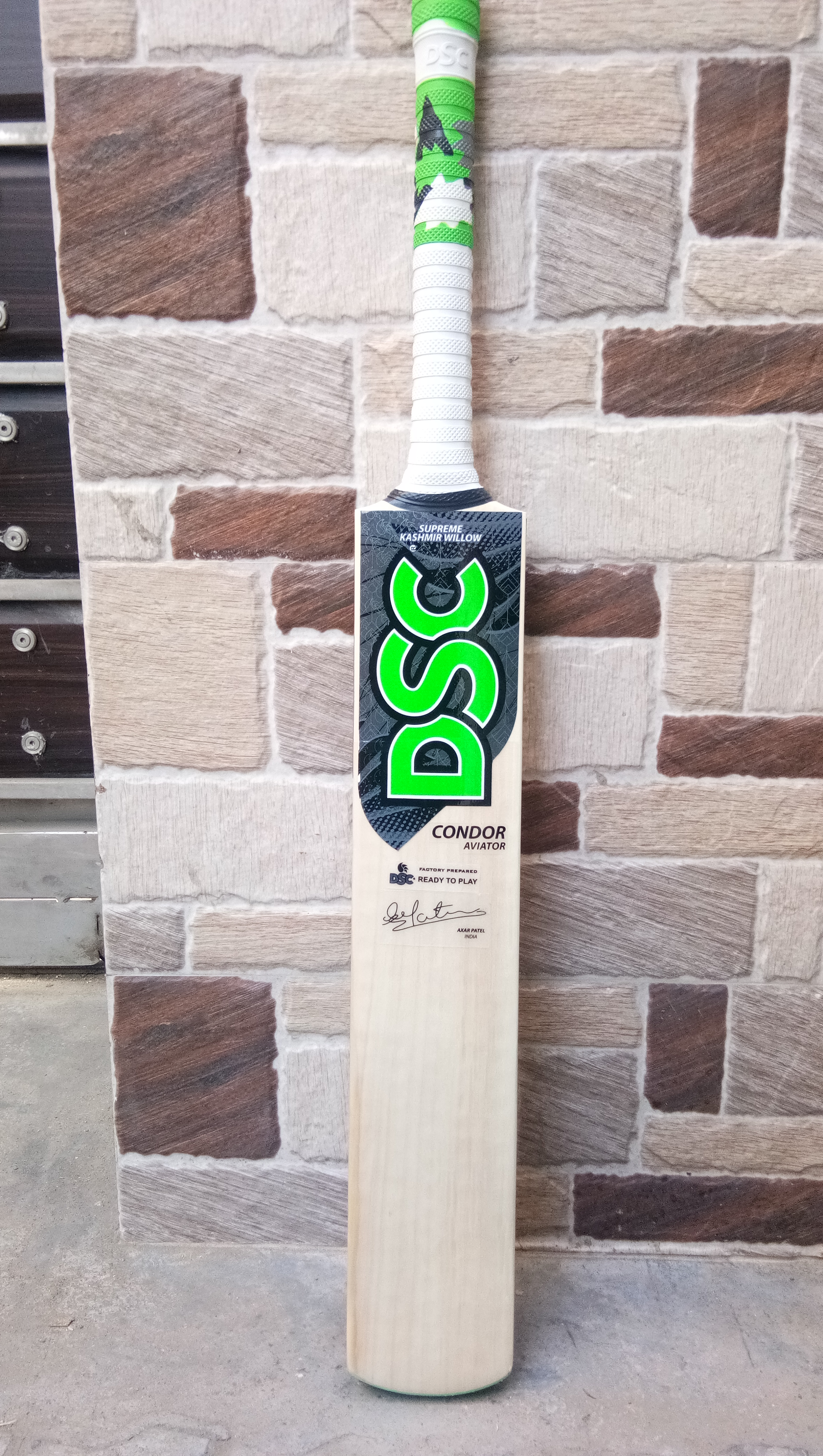